# Saison 2012-2013 du Stade montois rugby
Pour la saison 2012-2013, le Stade montois dispute le championnat de France de rugby à XV et le challenge européen.

## Inter-saison
Marc Dal Maso, manager depuis 5 ans quitte le club sans doute fatigué par le travail fourni au cours de ce cycle marqué par une remontée en 2008. C'est Marc Dantin, le manager de Périgueux qui le remplace avec toujours comme adjoint Stéphane Prosper.

## Saison

### Championnat
Les montois débutent le championnat par une défaite à l'extérieur face au Biarritz olympique (35-10) avec un essai d'Alexandre Ricaud en fin de match.

## Transferts

### Arrivées
- Marc Dantin (CA Périgueux)
- Arnaud Pic (US Oyonnax)
- Seru Rabeni (Stade rochelais)
- Scott Murray (Castres olympique)

### Départs
- Marc Dal Maso

## Staff
- Président : Jean-Robert Cazeaux
- Entraîneur des avants : Marc Dantin
- Entraîneur des arrières : Stéphane Prosper

## Effectif
| Nom                   | Poste            | Naissance  | Nationalité sportive | Sélections (points marqués) | Dernier club          | Arrivée au club (année) |
| Sébastien Ormaechea   | Pilier           | 01/07/1983 | France               | -                           | Limoges rugby         | 2007                    |
| Pieter Grobler        | Pilier           | 15/04/1976 | Afrique du Sud       | -                           | UA Gaillac            | 2007                    |
| Julian Fiorini        | Pilier           | 26/05/1982 | France               | -                           | Aviron bayonnais      | 2009                    |
| Alexandre Menini      | Pilier           | 08/05/1983 | France               | -                           | PARC                  | 2010                    |
| Pierre Correia        | Pilier           | 20/02/1980 | France               | 1 (0)                       | SC Albi               | 2012                    |
| Tevita Mailau         | Pilier           | 25/04/1985 | Tonga                | 2 (0)                       | Auckland              | 2012                    |
| Cyriel Blanchard      | Talonneur        | 03/06/1984 | France               | -                           | -                     | -                       |
| Ephraim Taukafa       | Talonneur        | 26/06/1976 | Tonga                | 30 (30)                     | LOU                   | 2011                    |
| Joan Caudullo         | Talonneur        | 05/01/1982 | France               | -                           | Montpellier HR        | 2012                    |
| Wame Lewaravu         | Deuxième ligne   | 24/09/1983 | Fidji                | 17 (0)                      | Sale Sharks           | 2012                    |
| Scott Murray          | Deuxième ligne   | 15/01/1976 | Écosse               | 87 (15)                     | Castres olympique     | 2012                    |
| Berend Botha          | Deuxième ligne   | 11/03/1988 | Afrique du Sud       | -                           | Leopards              | 2011                    |
| Lodie Britz           | Troisième ligne  | 23/09/1980 | Afrique du Sud       | -                           | Rugby Rovigo          | 2009                    |
| Jérôme Dhien          | Troisième ligne  | 26/08/1973 | France               | -                           | -                     | -                       |
| Yann Brethous         | Troisième ligne  | 27/05/1989 | France               | -                           | -                     | -                       |
| Julien Tastet         | Troisième ligne  | 27/01/1987 | France               | -                           | -                     | -                       |
| Vassili Bost          | Troisième ligne  | 28/04/1985 | France               | -                           | Montpellier HR        | 2012                    |
| Haisini Taulanga      | Troisième ligne  | 04/03/1985 | Tonga                | -                           | FC Lourdes            | 2010                    |
| Fa'atiga Lemalu       | Troisième ligne  | 17/04/1989 | Samoa                | -                           | Papatoetoe RFC        | 2012                    |
| Alexandre Ricaud      | Troisième ligne  | 23/03/1984 | France               | -                           | Tarbes Pyrénées rugby | 2012                    |
| Beñat Arrayet         | Demi de mêlée    | 20/05/1980 | France               | -                           | Aviron bayonnais      | 2010                    |
| Laurent Magnaval      | Demi de mêlée    | 24/03/1991 | France               | -                           | RC Toulon             | 2012                    |
| Arnaud Pic            | Demi de mêlée    | 21/11/1985 | France               | -                           | US Oyonnax            | 2012                    |
| Thibault Duvallet     | Demi d'ouverture | 27/04/1986 | France               | -                           | Union Bordeaux Bègles | 2009                    |
| Antoine Vignau-Tuquet | Demi d'ouverture | 27/07/1981 | France               | -                           | US Dax                | 2010                    |
| Jean-Baptiste Dubié   | Centre           | 16/07/1989 | France               | -                           | -                     | -                       |
| Daniele Baleinadogo   | Centre           | 03/04/1978 | Fidji                | -                           | Stade aurillacois     | 2011                    |
| Seru Rabeni           | Centre           | 27/12/1978 | Fidji                | 30 (10)                     | Stade rochelais       | 2012                    |
| Baptiste Chedal       | Centre           | 07/05/1982 | France               | -                           | Limoges rugby         | 2007                    |
| Julien Cabannes       | Ailier           | 09/01/1990 | France               | -                           | -                     | -                       |
| William Ryder         | Ailier           | 06/06/1982 | Fidji                | -                           | Toyota Verblitz       | 2011                    |
| Martin Jágr           | Ailier           | 29/09/1979 | Tchéquie             | 8 (5)                       | Union Bordeaux Bègles | 2011                    |
| Ximun Lucu            | Ailier           | 09/12/1989 | France               | -                           | Biarritz olympique    | 2011                    |
| Jean-Marc Mazzonetto  | Arrière          | 07/10/1983 | France               | -                           | -                     | -                       |
| Yohann Durquet        | Arrière          | 11/03/1988 | France               | -                           | -                     | -                       |

## Les matchs de la saison

### Championnat

#### Journée 1
| 18 août 2012 18 h 30 CET | Biarritz olympique | 35 – 10 (18 – 3) | Stade montois | Parc des sports d'Aguiléra, Biarritz 13 600 spectateurs Arbitre : Jean-Pierre Matheu |
| 18 août 2012 18 h 30 CET | Essai(s) : Traille (8e), Balshaw (13e), Lauret (65e), Baby (80e) Transformation(s) : Barraque 3 (13e, 65e, 80e) Pénalité(s) : Barraque 3 (7e, 37e, 51e) Carton(s) jaune(s) : Genevois (72e) |                  | Essai(s) : Ricaud (76e) Transformation(s) : Duvallet (76e) Pénalité(s) : Vignau-Tuquet (22e) Carton(s) jaune(s) : Grobler (53e), Pic (57e), Jagr (64e) | Parc des sports d'Aguiléra, Biarritz 13 600 spectateurs Arbitre : Jean-Pierre Matheu |
| 18 août 2012 18 h 30 CET | |                  | | Parc des sports d'Aguiléra, Biarritz 13 600 spectateurs Arbitre : Jean-Pierre Matheu |

#### Journée 2
| 25 août 2013 18 h 30 CET | Stade toulousain | – (–) | Stade montois | Stade Ernest-Wallon, Toulouse |
| 25 août 2013 18 h 30 CET |                  |       |               | Stade Ernest-Wallon, Toulouse |
| 25 août 2013 18 h 30 CET |                  |       |               | Stade Ernest-Wallon, Toulouse |